# Olimpiadi Internazionali di Scienze della Terra
Le Olimpiadi internazionali di Scienze della Terra (in lingua inglese International Earth Science Olympiad, IESO), una delle dodici Olimpiadi scientifiche Internazionali, sono una gara a cadenza annuale per gli studenti delle scuole medie secondarie di secondo grado che verifica l'abilità degli studenti su argomenti legati a geosfera, idrosfera, atmosfera e astronomia terrestre.
Si tratta di una delle attività dell'International Geoscience Education Organization - IGEO che ha lo scopo di far crescere l'interesse degli studenti verso le scienze della Terra, così come quello di aumentare la consapevolezza generale e allo stesso tempo stimolare l'apprendimento della disciplina.

## Storia
Le IESO furono proposte per la prima volta da studiosi di scienza della Terra della Repubblica di Corea. Nel 2003, la Società di Scienze della Terra coreana (KESS) organizzò la prima olimpiade di scienze della Terra. Successivamente, in quello stesso anno, la gara internazionale fu inserita come una delle principali attività dell'Organizzazione Internazionale nel campo dell'Istruzione alle Geoscienze.
Nel novembre del 2004 a Seul si riunirono i rappresentanti di dieci nazioni per discutere il curriculum e il format delle IESO. Furono discusse 23 presentazioni e fu istituito il comitato di consulenza IESO formato da 11 membri incluso il presidente del comitato stesso, Moo Young Song. Successivamente, nel 2005 venne istituita la commissione per la definizione del Syllabus IESO.
La prima IESO si tenne nell'ottobre del 2007 a Taegu, in Repubblica di Corea, dove la squadra di Taiwan conquistò il primo posto con tre medaglie d'oro e una d'argento. La squadra coreana si posizionò al secondo posto con una medaglia d'oro e tre d'argento e gli Stati Uniti seguirono al terzo posto con due d'argento e due di bronzo.
La seconda olimpiade (2008) ebbe luogo a Manila, Filippine, con il tema "La coo-mpetizione nell'affrontare il cambiamento climatico" (la parola "coo-mpetizione" deriva dalla combinazione dei termini cooperazione e competizione ). Il suo scopo era quello di promuovere a livello mondiale la didattica delle Scienze della Terra e la cooperazione internazionale, per ridurre l'impatto umano sull'ambiente.
La terza IESO si tenne a Taipei, Taiwan, nel settembre 2009 con il tema "L'ambiente dell'uomo". Fu la prima edizione a vedere la partecipazione dell’Italia.
La quarta IESO ebbe luogo a Giacarta, Indonesia, nel settembre 2010 con il tema "Il presente è la chiave per il futuro".
Le IESO 2011 si sono svolte in Italia ed è stata la prima volta che ciò è accaduto al di fuori dell'Asia. Il tema delle IESO 2011 è stato "Il Rinascimento delle scienze della Terra", giocato sul doppio significato del termine rinascimento come periodo storico e come rinascita e rinnovamento. La prima edizione italiana ha visto guadagnare una medaglia d'oro e una d'argento da parte di ragazzi italiani, entrambi provenienti dal Liceo Scientifico Banzi Bazoli di Lecce.

## Scopi dell'IESO
L'IESO ha lo scopo di accrescere l'interesse degli studenti nei confronti delle scienze della Terra accompagnato da una consapevolezza di tipo generale, e al tempo stesso vuole stimolarne l'apprendimento e individuare le eccellenze fra gli studenti della disciplina. Le IESO sono state istituite anche per incoraggiare relazioni di amicizia tra giovani di nazioni diverse e per promuovere la cooperazione internazionale attraverso lo scambio di idee e materiali relativi alle scienze della Terra ed alla loro didattica. Le IESO, infatti, hanno anche lo scopo di migliorare l'insegnamento delle scienze della Terra nelle scuole.

## Gara
Nel momento in cui si scelgono gli argomenti su cui verterà la gara vengono prese in esame tutte le aree principali delle scienze della Terra, incluse la geografia, la geofisica, la meteorologia, l'oceanografia, l'astronomia terrestre e le scienze ambientali. La gara internazionale consiste in una prova teorica e una pratica. La prova scritta comprende quesiti progettati per verificare una buona conoscenza e una sicura comprensione delle varie aree della disciplina. La prova pratica consiste in esperienze che sono state progettate per verificare le abilità dei partecipanti nell'eseguire indagini scientifiche relative a problemi pratici delle scienze della Terra. Durante le prove ai partecipanti è consentito l'uso di calcolatori non programmabili. A volte vengono fornite speciali strumentazioni, quali telescopi, bussole geologiche, strumenti meteorologici e così via. La gara è individuale.

## Squadre
Le IESO sono le uniche olimpiadi scientifiche internazionali che prevedono una prova a squadre miste, International Team Field Investigation, che ha lo scopo di stimolare la cooperazione tra i giovani di diversi paesi chiamati a riflettere insieme su un fenomeno scientifico anche sotto gli aspetti delle ricadute sociali. Le passate edizioni dell'International Team Field Investigation hanno incluso lo studio di sequenze stratigrafiche,  la valutazione delle condizioni di vita sul vulcano Mount Mayon,  la misurazione della scarpata di faglia originatasi durante il terremoto Chi-Chi. Nel 2010 in Indonesia la gara internazionale a squadre ha avuto come tema la sostenibilità e l'uso dell'acqua sotterranea per scopi idroelettrici.
Ogni squadra comprende fino a quattro studenti in gara, un sostituto e un accompagnatore. Gli accompagnatori devono essere specialisti in scienze della Terra e/o nel campo della loro didattica e devono essere in grado di svolgere funzione di membro della giuria internazionale. L'inglese è la lingua ufficiale della gara e gli accompagnatori devono anche tradurre le prove dall'inglese alla loro lingua madre. Gli studenti si qualificano per la partecipazione all'IESO vincendo le gare nazionali di scienze della Terra svolte nelle loro rispettive nazioni.

## Elenco delle edizioni
| Anno | Nazione       |
| ---- | ------------- |
| 2007 | Corea del Sud |
| 2008 | Filippine     |
| 2009 | Taiwan        |
| 2010 | Indonesia     |
| 2011 | Italia        |
| 2012 | Argentina     |
| 2013 | India         |
| 2014 | Spagna        |
| 2015 | Brasile       |
| 2016 | Giappone      |
| 2017 | Francia       |
| 2018 | Thailandia    |
| 2019 | Corea del Sud |
| 2022 | Italia        |

## Risultati dei partecipanti italiani
| Anno | Luogo                        | Studente                | Risultato           |
| ---- | ---------------------------- | ----------------------- | ------------------- |
| 2009 | Taipei (Taiwan)              | Giorgio Bianchini       | Medaglia di bronzo  |
| 2009 | Taipei (Taiwan)              | Simone Potenti          | Medaglia di bronzo  |
| 2013 | Mysore (India)               | Pasquale Miglionico     | Medaglia d'oro      |
| 2013 | Mysore (India)               | Enrico Negri            | Medaglia di bronzo  |
| 2013 | Mysore (India)               | Marco Ceoletta          | Medaglia di bronzo  |
| 2013 | Mysore (India)               | Lorenzo Cuseri          | Medaglia di bronzo  |
| 2014 | Santander (Spagna)           | Lorenzo Basso           | Medaglia d’argento  |
| 2014 | Santander (Spagna)           | Dario Sterzi            | Medaglia di bronzo  |
| 2014 | Santander (Spagna)           | Tiziano Poropat         | Medaglia di bronzo  |
| 2014 | Santander (Spagna)           | Matteo Vajente          | Medaglia di bronzo  |
| 2015 | Poços de Caldas (Brasile)    | Marco Malandrone        | Medaglia d’argento  |
| 2015 | Poços de Caldas (Brasile)    | Mariastella Cascone     | Medaglia d’argento  |
| 2015 | Poços de Caldas (Brasile)    | Alessandro Rosa         | Medaglia di bronzo  |
| 2015 | Poços de Caldas (Brasile)    | Marco Lucio Mangiacapre | Medaglia di bronzo  |
| 2016 | Prefettura di Mie (Giappone) | Marcello Fonda          | Medaglia d’argento  |
| 2016 | Prefettura di Mie (Giappone) | Marco Adriano Magno     | Medaglia di bronzo  |
| 2016 | Prefettura di Mie (Giappone) | Gabriele Bentivoglio    | Medaglia di bronzo  |
| 2016 | Prefettura di Mie (Giappone) | Alessandro Chiappori    | Medaglia di bronzo  |
| 2017 | Nizza (Francia)              | Samuele Rosso           | Medaglia d'argento  |
| 2017 | Nizza (Francia)              | Riccardo Bernardini     | Medaglia d'argento  |
| 2017 | Nizza (Francia)              | Gabriele Quaranta       | Medaglia di bronzo  |
| 2017 | Nizza (Francia)              | Elio Moreau             | Medaglia di bronzo  |
| 2018 | Kanchanaburi (Thailandia)    | Jacopo Cardinale        | Medaglia di argento |
| 2018 | Kanchanaburi (Thailandia)    | Karin Cescon            | Medaglia di bronzo  |
| 2018 | Kanchanaburi (Thailandia)    | Marina Greco            | Medaglia di bronzo  |
| 2018 | Kanchanaburi (Thailandia)    | Virginia Lucchina       | -                   |
| 2019 | Taegu (Corea del Sud)        | Giacomo Calogero        | Medaglia d'argento  |
| 2019 | Taegu (Corea del Sud)        | Andrea Gibilaro         | Medaglia d'argento  |
| 2019 | Taegu (Corea del Sud)        | Leonardo Morotti        | Medaglia d'argento  |
| 2019 | Taegu (Corea del Sud)        | Mattia Stoppari         | Medaglia di bronzo  |
| 2021 | Online                       | Claudia Guidolin        | Medaglia d’oro      |
| 2021 | Online                       | Andrea Toninello        | Medaglia di bronzo  |
| 2021 | Online                       | Elisa Sabadini          | Medaglia di bronzo  |
| 2021 | Online                       | Gabriele Cristaudo      | Medaglia di bronzo  |
| 2021 | Online                       | Leonardo campagna       | Medaglia di bronzo  |
| 2021 | Online                       | Ernesto Sangiorno       | -                   |